# Соса, Самуэль
Самуэ́ль Алеха́ндро Со́са Корде́ро (исп. Samuel Alejandro Sosa Cordero; родился 17 декабря 1999 года в Валенсия, Венесуэла) — венесуэльский футболист, полузащитник клуба «Тальерес» и сборной Венесуэлы.

## Клубная карьера
Соса — воспитанник клуба «Депортиво Тачира». 13 февраля 2016 года в матче против «Трухильянос» он дебютировал в венесуэльской Примере, в возрасте 16 лет. 30 октября в поединке против «Монагас» Самуэль забил свой первый гол за «Депортиво Тачира». В начале 2018 года Соса на правах свободного агента перешёл в аргентинский «Тальерес». В 2019 был отдан в аренду испанскому клубу «Алькоркон», выступающему в «Сегунде».

## Международная карьера
В 2017 году Соса завоевал серебряные медали молодёжного чемпионата мира в Южной Корее. На турнире он сыграл в матчах против команд США, Вануату, Японии, Уругвая и Англии. В поединках против уругвайцев и вануатцев забил по голу.

## Достижения
Международные
 Венесуэла (до 20)
- Чемпионат мира среди молодёжных команд — 2017